# Stelling van Cochran
De stelling van Cochran is in de statistiek een stelling die voornamelijk toegepast wordt in de  variantie-analyse. De stelling is geformuleerd door de Schotse wiskundige William Gemmell Cochran.
In de variantie-analyse wordt veelvuldig een som van kwadraten uiteengelegd in andere kwadraatsommen zoals in het volgende voorbeeld. Stel X1, ..., Xn is een aselecte steekproef uit een normale verdeling met verwachtingswaarde {\displaystyle \mu } en standaardafwijking {\displaystyle \sigma }. Dan kan geschreven worden:
{\displaystyle \sum _{i=1}^{n}(X_{i}-\mu )^{2}=\sum _{i=1}^{n}(X_{i}-{\bar {X}}+{\bar {X}}-\mu )^{2}=}
{\displaystyle =\sum _{i=1}^{n}(X_{i}-{\bar {X}})^{2}+\sum _{i=1}^{n}({\bar {X}}-\mu )^{2}+2\sum _{i=1}^{n}(X_{i}-{\bar {X}})({\bar {X}}-\mu )=}
{\displaystyle =\sum _{i=1}^{n}(X_{i}-{\bar {X}})^{2}+\sum _{i=1}^{n}({\bar {X}}-\mu )^{2}}
Deelt men beide leden door {\displaystyle \sigma ^{2}} dan ontstaat:
{\displaystyle \sum _{i=1}^{n}\left({\frac {X_{i}-\mu }{\sigma }}\right)^{2}=\sum _{i=1}^{n}\left({\frac {X_{i}-{\bar {X}}}{\sigma }}\right)^{2}+n\left({\frac {{\bar {X}}-\mu }{\sigma }}\right)^{2},}
een uitdrukking waarvan het linkerlid bestaat uit de som van kwadraten van standaardnormaal verdeelde toevalsvariabelen, en het rechterlid bestaat uit twee termen waarvan elk de som van kwadraten is van lineaire combinaties van de toevalsvariabelen uit het linkerlid.
De stelling van Cochran gaat over zulke uitdrukkingen.

## Stelling
Zij Z1, ..., Zn onderling onafhankelijke, standaardnormaal verdeelde toevalsvariabelen en
{\displaystyle \sum _{i=1}^{n}Z_{i}^{2}=Q_{1}+\cdots +Q_{k}},
waarin elke Qi de som is van kwadraten van lineaire combinaties van  de Z 's, waarvoor geldt dat de som van de rangen van de Q 's gelijk is aan n. D.w.z. als ri de rang is van Qi, wordt verondersteld dat:
{\displaystyle r_{1}+\cdots +r_{k}=n}.
De stelling van Cochran zegt nu dat Q1, ..., Qk onderling onafhankelijk zijn en elke Qi chi-kwadraatverdeeld is met ri vrijheidsgraden.
NB. De kwadraatsom Qi kan geschreven worden als de kwadratische vorm:
{\displaystyle Q_{i}=Z^{T}A_{i}Z},
waarin {\displaystyle Z} de vector is van de Z 's en A een n×n-matrix is. De rang van Qi is de rang van de matrix Ai

### Alternatieve formulering
Zij Z1, ..., Zn onderling onafhankelijke, standaardnormaal verdeelde toevalsvariabelen en A1, ..., Ak symmetrische  n×n-matrices waarvoor geldt:
{\displaystyle A_{1}+\cdots +A_{k}=I_{n}}.
Noem {\displaystyle r_{i}=\mathrm {rang} (A_{i})}, dan impliceert elk van de volgende uitspraken de overige twee.
- {\displaystyle r_{1}+\cdots +r_{k}=n}
- {\displaystyle {\tfrac {1}{\sigma ^{2}}}Z^{T}A_{i}Z}  is chi-kwadraatverdeeld met {\displaystyle r_{i}} vrijheidsgraden ({\displaystyle A_{i}} is dus positief semidefiniet)
- {\displaystyle Z^{T}A_{i}Z} en {\displaystyle Z^{T}A_{j}Z} zijn onderling onafhankelijk voor {\displaystyle i\neq j}

## Voorbeeld
In het voorbeeld hierboven is de rang van
{\displaystyle Q_{1}=n\left({\frac {{\bar {X}}-\mu }{\sigma }}\right)^{2}=Z^{T}A_{1}Z}
gelijk aan 1, en de rang van
{\displaystyle Q_{2}=\sum _{i=1}^{n}\left({\frac {X_{i}-{\bar {X}}}{\sigma }}\right)^{2}=Z^{T}A_{2}Z}
gelijk aan {\displaystyle n-1} zodat aan de voorwaarden van de stelling voldaan is. In deze uitdrukkingen is:
{\displaystyle Z_{i}={\frac {X_{i}-\mu }{\sigma }}},
{\displaystyle A_{1}={\begin{bmatrix}{\frac {1}{n}}&{\frac {1}{n}}&\cdots &{\frac {1}{n}}\\{\frac {1}{n}}&{\frac {1}{n}}&\cdots &{\frac {1}{n}}\\\vdots &\vdots &\ddots &\vdots \\{\frac {1}{n}}&{\frac {1}{n}}&\cdots &{\frac {1}{n}}\\\end{bmatrix}}}
en
{\displaystyle A_{2}=I_{n}-A_{1}}
Volgens de stelling zijn beide uitdrukkingen dus onderling onafhankelijk en elk chi-kwadraatverdeeld, met respectievelijk 1 en {\displaystyle n-1} vrijheidsgraden. Dit betekent onder meer dat voor een aselecte steekproef uit een normale verdeling, het steekproefgemiddelde en de steekproefvariantie onderling onafhankelijk zijn.